# Eradikacija infektivnih bolesti
Eradikacija ili istrebljivanje (od lat. reči radix — koren, doslovno — nestanak, eliminacija, istrebljenje) u medicini je smanjenje prevalencije zarazne bolesti u globalnoj populaciji domaćina na nulu. Ponekad se ovaj pojam meša sa eliminacijom zaraznih bolesti, koja označava smanjenje učestalosti zarazne bolesti u regionalnoj populaciji (određeno geografskom području) na nulu, ili smanjenje prevalenciju na globalnom nivou na zanemarljivu količinu. Dalja nejasnoća proizilazi i zbog upotrebe termina eradikacija da bi se označilo potpuno uklanjanje nekog patogena kod pojedinca (poznat i kao čišćenje infekcije), posebno u kontekstu HIV-a i nekih drugih virusnih infekcija u kojima se zahteva takva vrsta izlečenja.
Eradikacija je ostvarila svoj cilj za dve zarazne bolesti koje su bile veliki svetski medicinski problem vekovima, a koje su sasvim istrebljene na globalnom nivou — velike boginje (nekad veoma smrtonosna bolest ljudi) i goveđa kuga (bolest koja pogađa životinje).
Od infektivnih bolesti koje bi se mogle u 21. veku mogle iskoreniti spadaju — poliomijelitis, tropska frambezija, drakunkulijazamalarija, male boginje, zauške, rubeola, Limfatična filarijaza, cisticerkoza, Neonatal tetanus, lepra, onkocercijaza, trahom, limfatična filarijaza.
Veliki preokreti u svetu kao što su rat, glad, politička sredstava i uništavanja infrastrukture mogu u potpunosti da poremete ili eliminišu svetske napore uložene u iskorjenjivanje zaraznih bolesti.

## Pojam i razlike između eradikacije i eliminacije
Pojam eradikacija se najčešće koristi u u medicini i srodnim naukama, dok je njegova primena u svakodnevoj komunikaciji veoma mala.
Pojam eradikacija koji ima značenje istrebljenja, odnosno potpunog uništenja, ustalio se u medicini da bi opisao proces potpunog uništenje uzročnika neke zarazne bolesti koja nestaje u organizmu čoveka na čitavoj zemljinoj kugli ili u njenom određenom području, i time na najbolji način sprečava potupno javljanje neke bolesti.
Eradikacija bolesti — je oblik iskorjenjivanje bolesti odnosi se na svesne napore koji dovodi do trajnog smanjenja do nule svetske incidencije infekcije koju uzrokuje određeni patogen. Nakon erdikacije interventne mere više nisu potrebne, patogen, nakon sprovedenih mera je uklonjen a bolest koju on izaziva više nije prisutna.
Eliminacija bolesti — se odnosi na sve napore koji dovod do smanjenja učestalosti infekcije uzrokovane određenim patogenom, u određenom geografskom području, a ne na globalnom nivou. Ovim postupkom bolest se može eliminisati iz određenog regiona, ali na globalnom niovu on se i dalje javlja u pojedinim područjima. Kod ovog oblika uklanjanja bolesti i dalje su potrebne naknadne akcije za sprečavanje unošenja ili ponovnog pojavljivanja bolesti, na tom području i kada se ta bolest potpuno eliminiše.

## Oblici eradikacije
Zavisno od teritorije na kojoj je primenjena eradikacija može biti:
- Globalna eradikacija
- Delimična eradikacija — najčešče se naziva eliminacija (jer se eradikacija sprovodi samo u pojedinim državama ili delovima država) .

Eradiacija se zasniva na primeni bioloških, hemijskih sredstava, lekova, vakcina i drugih sredstava kojima se uništavaju vektori ili prenose zaraznih bolest, rezervoari bolesti ili sami uzročnici bolesti.

## Izbor bolesti za eradikaciju
Izbor zaraznih bolesti za iskorjenjivanje se zasniva na rigoroznim kriterijumima, jer i biološke i tehničke karakteristike određuju da li je patogeni organizam (barem potencijalno) iskorjenjiv. Ciljani organizam ne sme imati nehumani rezervoar (ili, u slučaju bolesti životinja, rezervoar za infekciju mora biti lako prepoznatljiva vrsta, kao u slučaju goveđe kuge), i/ili se pojačava u okolini. To podrazumeva da se prikupi dovoljno informacija o životnom ciklusu i dinamici prenosa, koji su nam na raspolaganju u vreme kada se programira iskorjenjivanje.
Efikasna i praktična intervencija u eredikacija (kao što je vakcina ili antibiotik) mora biti dostupna za prekid prenosa infektivnog agensa. Na osnovu istraživanja npr. kod eredikacije boginja, sprovedana u periodu pre vakcinacije dovele su do koncepta kritične veličine zajednice, veličine populacije ispod koje patogen prestaje da cirkuliše. Upotreba programa vakcinacije prije uvođenja kampanje iskorjenjivanja može smanjiti osjetljivost populacije.
Bolest koju treba iskorijeniti treba da bude jasno prepoznatljiva i da postoji tačno dijagnostičko sredstvo. Ekonomska razmatranja, kao i društvena i politička podrška i posvećenost, su drugi su ključni faktori koji određuju uspešnost, ekonomičnost i izvodljivosti iskorjenjivanja.

## Iskorenjene bolesti, i one u programu za eradikaciju
| Godina | Procena | Broj slučajeva |
| ------ | ------- | -------------- |
| 1975   | —       | 49.293         |
| 1980   | 400.000 | 52.552         |
| 1985   | —       | 38.637         |
| 1988   | 350.000 | 35.251         |
| 1990   | —       | 23.484         |
| 1993   | 100.000 | 10.487         |
| 1995   | —       | 7.035          |
| 2000   | —       | 2.971          |
| 2005   | —       | 1.998          |
| 2010   | —       | 1.352          |
| 2011   | —       | 650            |
| 2012   | —       | 222            |
| 2013   | —       | 385            |
| 2014   | —       | 359            |
| 2015   | —       | 74             |
| 2016   | —       | 37             |
| 2017   | —       | 22             |

Danas su u svetu sledeće dve zarazne bolesti uspešno iskorijenjene: velike boginje i goveđa kuga.
Četiri bolesti koje se danas nalaze u tekućem programu za eredikacije nalaze se:
- poliomijelitis,
- tropska frambezija,
- drakunkulijaza
- malarija.

U grupu zaraznih bolesti koje su identifikovano od aprila 2008. godine za eliminaciju, kao potencijalno iskorjenjive sa trenutnom tehnologijom od strane Karterovog centra (Carter Center International Task Force for Disease Eradication) navedene su:
- Male boginje,
- Zauške
- Rubeola
- Limfatična filarijaza,[17]
- Cisticerkoza,

a od Sveteske zdravstvene organizacije za eliminaciju predložene su sledeće zarazne bolesti:
- neonatalni tetanus
- lepra
- onkocercijaza
- trahom
- limfatična filarijaza.

## Bolesti predložene za eradikaciju[19]
| Bolest                    | Zanemarena tropska bolest | Cilj — eliminacije (ali ne i iskorjenjivanja) | Infecira samo životinje |
| ------------------------- | ------------------------- | --------------------------------------------- | ----------------------- |
| Karionova bolest,         |                           |                                               |                         |
| Besnilo posredovano psima |                           | Da                                            |                         |
| Drakunkulijaza            | Da                        |                                               |                         |
| Ankilostomoza             | Da                        |                                               |                         |
| Limfatična filarijaza     | Da                        |                                               |                         |
| Male boginje              | Da                        |                                               |                         |
| Kuga malih preživara      | Da                        |                                               | Da                      |
| Poliomijelitis            |                           |                                               |                         |
| Cistacerkoza              | Da                        |                                               |                         |
| Onkocercijaza             | Da                        |                                               |                         |
| Rubeola                   |                           |                                               |                         |
| Sifilis                   | Da                        |                                               |                         |
| Tropska frambezija        | Da                        |                                               |                         |

## Ključni faktori uslovi i okolnosti za eradikaciju
Nučna izvodljivost i politička podrška su dva glavna faktora koji određuju da li se bolest može iskoreniti. Pored toga na eredikaciju zaraznih bolesti utiču i: epdemiološka ranjivost i nepoznate okolnosti.

### Uslovi za eradikaciju
Glavni uslovi koji čine neku bolest naučno izvodljivim za eradikaciju uključuju:
Epidemiološka ranjivost
Bolest se može smatrati ranjivom ako:
- se ne širi lako;
- postoji prirodan cikličan pad prevalencije;
- postoji prirodno izazvan imunitet;
- lako se dijagnostikuje; i
- trajanje bilo kojeg potencijala povratka je kratko.

Dostupnost efikasne i praktične intervencije za eradikaciju
Takve intervencije mogu uključivati:
- vakcinu ili drugu primarnu preventivnu meru,
- kurativno lečenje ili sredstva eliminacije vektora.

Idealno bi bilo da intervencija bude efikasna, sigurna, jeftina, dugotrajna i lako rasporediva.
Dokazana izvodljivost eliminacije
Bolest koja je dokumentovana da je eliminisana sa ostrva ili druge geografske jedinice mogla bi biti kandidat za iskorjenjivanje.

### Nepoznate okolnosti
Čak i ako je naučno izvodljivo iskorijeniti neku bolest, mogu se pojaviti i nepoznate okolnosti koje se moraju uzeti u obzir pre donošenja odluke o eradikaciji, kao što su:
- Opaženo opterećenje bolešću
- Očekivani troškovi eradikacije
- Sinergija napora za eradikaciju sa drugim intervencijama
- Neophodnosti za eradikacijue, a ne kontrolu.

## Literatura
- COCKBURN, T. A. (април 1961). „Eradication of infectious diseases.”. Science. 133 (3458): 1050—1058.
- SOPER, F. L. (мај 1962). „Problems to be solved if the eradication of tuberculosis is to be realized.”. Am J Public Health Nations Health. 52: 734—748.

## Spoljašnje veze
- Carter Center International Task Force for Disease Eradication (језик: енглески)
- Polio eradication page (језик: енглески)
- WHO home page (језик: енглески)
- Eradication of Diseases (језик: енглески)

|  | Molimo Vas, obratite pažnju na važno upozorenje u vezi sa temama iz oblasti medicine (zdravlja). |